# Peter Törne
Peter Törne, adlad von Törne, född 2 juni 1690, död 10 december 1765 på Gammelgårds herrgård, var en svensk militär.
Han var son till sjötullsinspektorn Matts Hansson Törne och Magdalena Signac (död 1713). Han var från 1721 gift första gången med Anna Barbara von Bogdanowitz (död 1744) och andra gången från 1744 med sin kusins dotter Eleonora Sofia Riben (1714-1746) som var dotter till arkiatern Mattias Ribe (1676-1723), adlad Riben, samt slutligen gift från 1747 med Johanna Lovisa Armfelt (1726-1801) som var dotter till generalen Carl Gustaf Armfelt (1666-1736). Han blev far till sjutton barn, varav sonen Johan Reinhold von Törne (1752-1810) blev militär och omskriven och besjungen av J. L. Runeberg i Fänrik Ståls sägner.
Törne blev volontär vid fortifikationen 1704 och förare vid livgardet 1706 samt sergeant och fänrik där 1707. Han blev krigsfånge 1709 och blev efter frisläppandet löjtnant 1722 med tur från 1719. Han blev major vid Nylands infanteriregemente 1737 och överstelöjtnant där 1747. Törne blev överste och regementschef för Tavastehus läns infanteriregemente 1752 och generalmajor 1764. Han erhöll avsked 1765 och lämnade över Tavastehus läns infanteriregemente till Conrad von Blixen. Som militär blev Törne under kriget tillfångatagen Perevolotjna 1709 och var krigsfånge fram till 1722 då han kunde återvända hem. Törne adlades 1731 och  introducerades samma år under nr 1857. Han blev  riddare av Svärdsorden 1748. Som godsägare ägde han egendomarna Kuggoms gård i Nyland 1738-1747, Friggesby herrgård i Nyland, 1748-1753, Lindö gård i Nyland, Tenala 1760-1773 och Gammelgårds herrgård i  Nyland, Borgå, 1754-1765.